# St. Sixtus (Ermsleben)

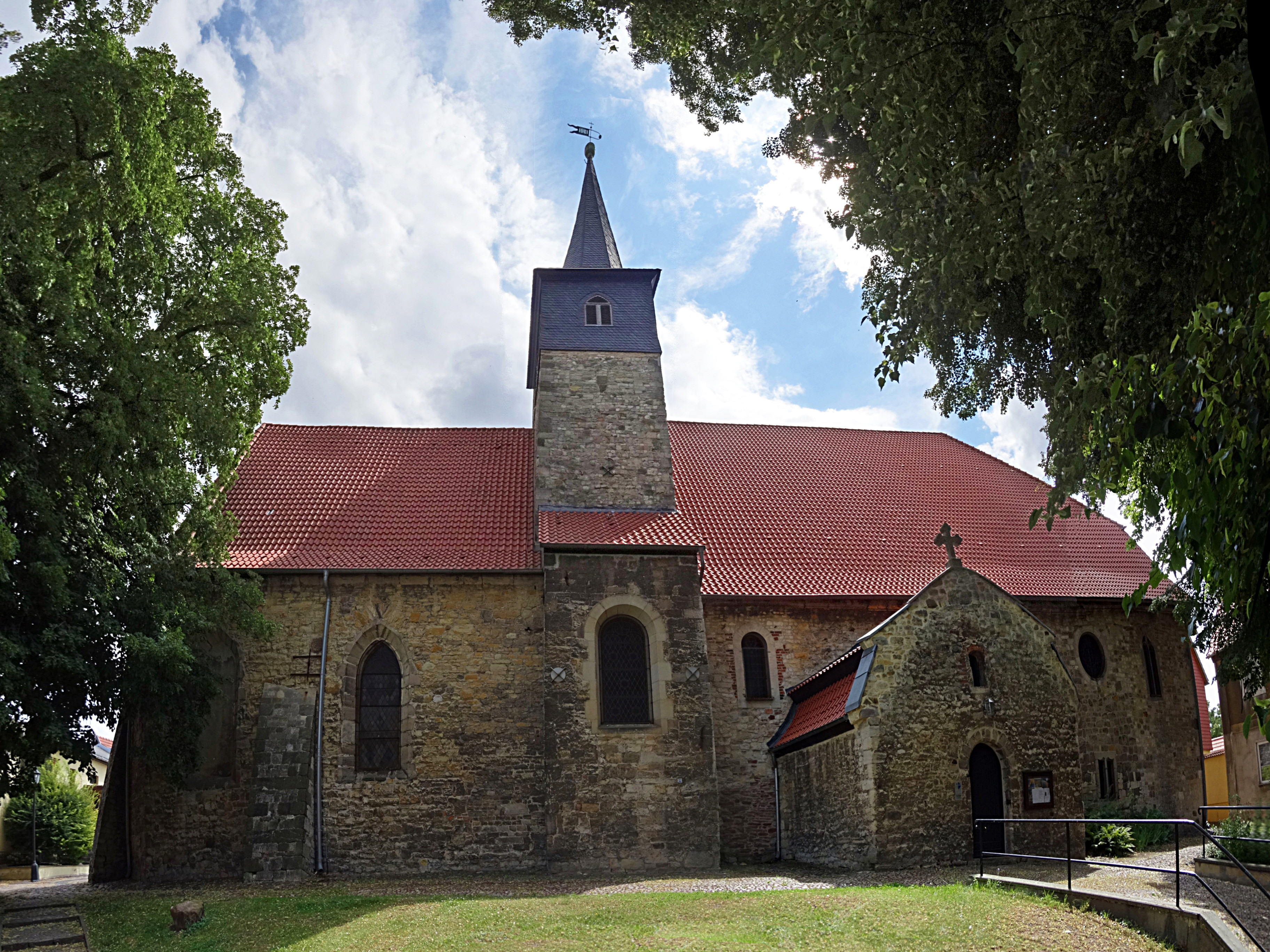
St. Sixtus in Ermsleben

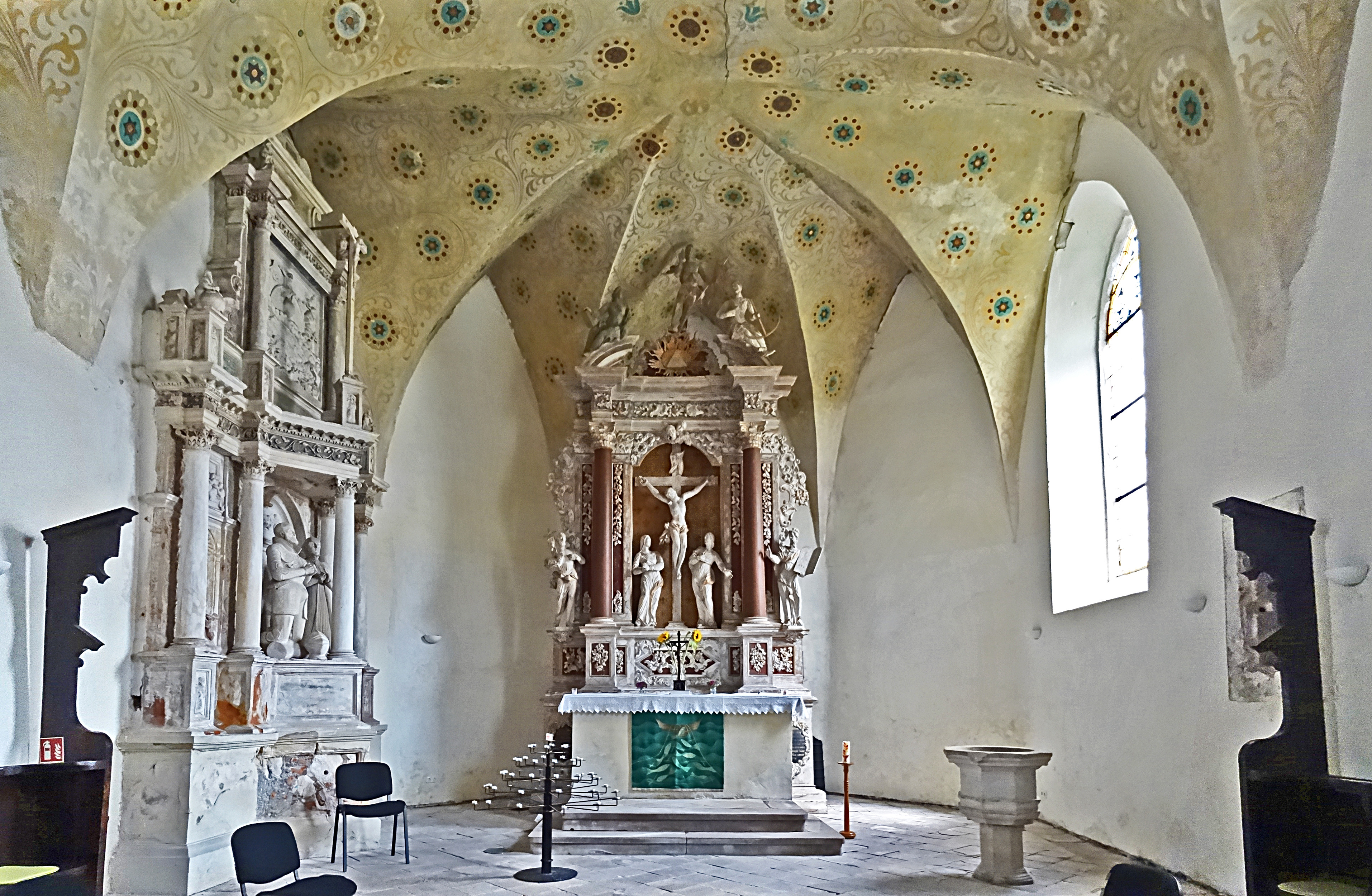
Innenansicht des Chors

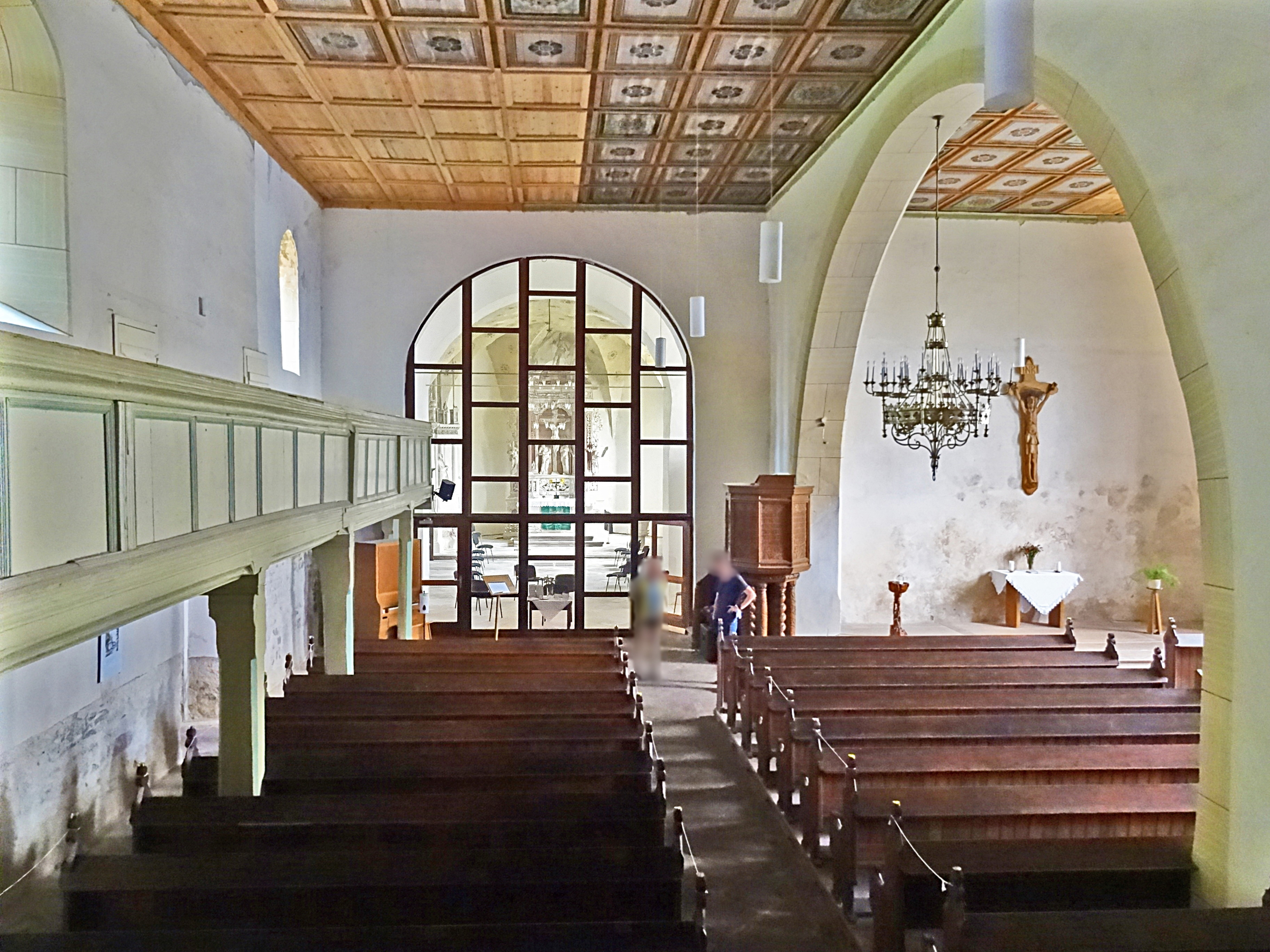
Innenansicht des Schiffs

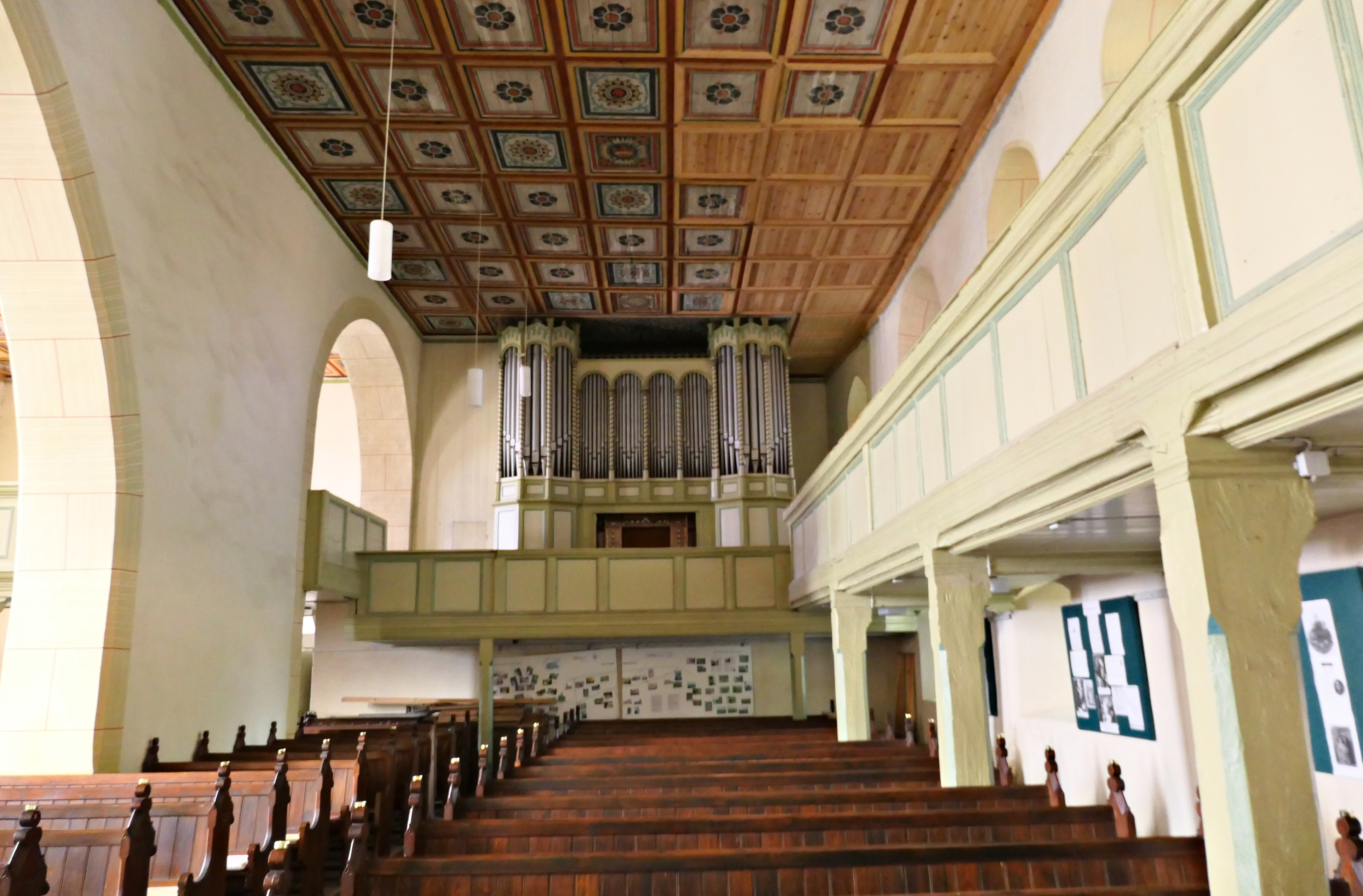
Orgel

Die evangelische Kirche St. Sixtus ist eine romanische Hallenkirche im Ortsteil Ermsleben von Falkenstein/Harz im Landkreis Harz in Sachsen-Anhalt. Sie gehört zum Kirchengemeindeverband Falkenstein/Harz im Kirchenkreis Egeln der Evangelischen Kirche in Mitteldeutschland. Sie ist eine Station der Straße der Romanik.

## Geschichte und Architektur
Die Kirche ist ein großes zweischiffiges Bruchsteinbauwerk, an dessen Nordschiff im Osten ein Querturm und daran ein gestreckter Polygonalchor anschließen. Die uneinheitliche Anlage stammt aus verschiedenen, im Detail nicht geklärten Bauepochen. Der älteste Teil ist der wahrscheinlich nicht vor Mitte des 12. Jahrhunderts über schmalrechteckigem Grundriss erbaute hohe Turm mit vermauerten Schallöffnungen an allen vier Seiten; das Glockengeschoss darüber mit breiten Spitzbogenfenstern und schlankem, spitzem Helm ist 1728–1730 entstanden. An der Nord- und Südseite sind quadratische Anbauten gleicher Tiefe, aber bereits ursprünglich geringerer Höhe angeschlossen, die beide im Oberteil später gekürzt wurden, im Norden im Jahr 1825, am südlichen Anbau sind noch rundbogige Zwillingsfenster mit eingestellten Säulchen aus der zweiten Hälfte des 12. Jahrhunderts erhalten.
Der mittlere Turmteil ist im Innern sowohl nach Norden und Süden zu den Annexen als auch im Westen und Osten in hohen Rundbögen geöffnet. Die Lage und Form des romanischen Langhauses und Chores sind unbekannt. Der Chor ist dreiseitig geschlossen und stammt aus dem 15. Jahrhundert; das schwere Gratgewölbe wurde vermutlich erst im 16. Jahrhundert eingezogen, gleichzeitig wurden außen kurze Stützpfeiler angebaut.
Das Langhaus besteht aus einem Nordschiff in der Achse des Chores und einem gleichlangen, aber erheblich breiterem, sich südlich anschließenden Schiff; beide sind durch zwei verschieden große Arkaden verbunden. Das mit der Westwand des älteren Nordschiffs baueinheitliche Südschiff wurde nach den originalen Maßwerkfenstern im 15. Jahrhundert angebaut.
Im Jahr 1901 erfolgte eine umfangreiche Restaurierung des Inneren; dabei blieben die nach dem Brand von 1665 eingezogene Felderdecke und die Emporen auf gedrehten Säulen vom Anfang des 17. Jahrhunderts sowie die aus der Nordvorhalle stammende barocke, reich geschnitzte Holztür (nach Inschrift 1680 von Bartoli) erhalten; letztere wurde mit neuem Rahmen im Schiff aufgestellt.
Bei Sicherungsmaßnahmen am Turm im Jahr 2014 wurde dort eine dendrochronologische Untersuchung von Eichenbalken vorgenommen und das Holz auf das Jahr 1070 datiert. Das Landesamt für Denkmalpflege und Archäologie Sachsen-Anhalt nannte die Kirche in diesem Zusammenhang „älteste datierte Stadtpfarrkirche Sachsen-Anhalts“. Weitere Erkenntnisse zur frühen Baugeschichte der Kirche, die man beim Austausch der Sandstein-Fußbodenplatten im Kirchenschiff im Jahr 2023 erlangte, wurden bisher noch nicht publiziert.
Die Kirche steht unter Denkmalschutz und ist als Baudenkmal mit der Erfassungsnummer 094 03662 im Denkmalverzeichnis von Sachsen-Anhalt registriert.

## Ausstattung
Das Hauptstück der Ausstattung ist ein Altarretabel mit einer Kreuzigungsdarstellung im Mittelfeld, aus dem Jahr 1755, das 1779 neu gefasst wurde. Neben den flankierenden korinthischen Säulen sind Mose und Johannes der Täufer dargestellt, im Aufsatz der auferstandene Christus zwischen Fides und Spes.
Die oktogonale Sandsteintaufe auf ebenfalls achteckigem Fuß stammt inschriftlich aus dem Jahr 1567. Im Chor sind Reste eines gotischen Chorgestühls mit Flachschnitzereien aus der Zeit um 1500 erhalten.
Im Chor befindet sich ein beachtenswertes Renaissance-Epitaph aus Sandstein aus dem Jahr 1571, vermutlich von Heinrich von Hoym und Frau, das als großer mehrgeschossiger Aufbau mit korinthischen Säulen gestaltet ist. Im baldachinartig vorgezogenen Mittelteil sind die knienden Freifiguren der Verstorbenen in einer Nische dargestellt, dahinter ein kleines Relief mit der Grablegung, auf den beiden Seitenfeldern je zwei Reliefs übereinander mit Abendmahl und Geißelung links, sowie Christus am Ölberg und die Kreuztragung rechts, oben ein großes Relief des Jüngsten Gerichts, davor ein Kruzifixus. An der gesamten Architekturrahmung ist feine Spätrenaissance-Ornamentik angebracht.
Zwei lebensgroße Grabsteine wurden gesetzt für Ludolf von Hoym aus dem Jahr 1561 mit einem stehenden Ritter in großem Rollwerkrahmen, ferner für einen Angehörigen der Familie Quitzow († 1602).
Die Orgel ist ein Werk der Firma Voigt in Halberstadt aus der Zeit um 1860 mit 23 Registern auf zwei Manualen und Pedal. Die Disposition lautet:
| I Hauptwerk C–f3 |       |
| Pommer           | 16′   |
| Prinzipal        | 8′    |
| Gedackt          | 8′    |
| Octave           | 4′    |
| Gedacktflöte     | 4′    |
| Nasat            | 2 ⁄3′ |
| Prinzipal        | 2′    |
| Waldflöte        | 2′    |
| Mixtur V         | 1 ⁄3′ |

| II Oberwerk C–f3 |       |
| Gedackt          | 8′    |
| Salicional       | 8′    |
| Prinzipal        | 4′    |
| Rohrflöte        | 4′    |
| Flöte            | 2′    |
| Sifflöte         | 1′    |
| Sesquialtera II  | 2 ⁄3′ |
| Zymbel III       | 1⁄2′  |

| Pedal C–d1    |     |
| Prinzipalbass | 16′ |
| Subbass       | 16′ |
| Gedacktbass   | 08′ |
| Choralbass    | 04′ |
| Nachthorn     | 02′ |
| Posaune       | 16′ |

- Koppeln: II/I, I/P
- Nebenregister: Klingel